# Síndrome gastrocutáneo
El síndrome gastrocutáneo es una condición autosómica dominante infrecuente la cual se caracteriza por la presencia de múltiples manchas café con leche y lentigos, hernia hiatal, úlcera péptica, miopía, e hipertelorismo. Ha sido descrito en múltiples miembros de una familia canadiense de origen francés.